# Teatr Cogitatur
Teatr Cogitatur – założony przez Witolda i Katarzynę Izdebskich teatr od 1981 i kameralny klub od 1995 w Katowicach.  W 1990 powstało Stowarzyszenie Teatr "Cogitatur" w wyniku potrzeby zinstytucjonalizowania działań zespołu Teatru "Cogitatur".
Oprócz występów na lokalnej scenie grupa artystów teatru prezentuje swoje inscenizacje na scenach światowych. Teatr prezentował swoje spektakle w Polsce, Białorusi, Brazylii, Czechach, Chorwacji, Grecji, Hiszpanii, Holandii, Francji, Jugosławii, Korei Południowej, Niemczech (m.in. brał udział w Wystawie Światowej EXPO 2000 w Hanowerze), Rumunii, Słowacji, Szwecji, na Węgrzech, w Wielkiej Brytanii i USA.
Oprócz spektakli w Teatrze Cogitatur odbywał się Międzynarodowy Festiwal Teatrów „A Part” prezentujący bogaty przekrój form teatralnych w wykonaniu grup z całego świata. Od roku 2005 organizację festiwalu przejęło „Stowarzyszenie Teatralne A Part”.
Siedziba klubu i teatru znajdowała się w Katowicach na ulicy Gliwickiej 9a. Od października 2006 roku teatr kontynuował działalność w klubie o tej samej nazwie.